# Menie Grégoire
Pour les articles homonymes, voir Laurentin et Grégoire.
Menie Grégoire, née le 15 août 1919 à Cholet (Maine-et-Loire) et morte le 16 août 2014 à Tours (Indre-et-Loire), est une journaliste et écrivaine française.
Elle est notamment connue pour avoir animé une émission de radio d'écoute et de parole intitulée Allô, Menie sur RTL de 1967 à 1982.

## Biographie

### Famille
Menie Grégoire, dont le vrai nom est Marie Laurentin, est la fille de Maurice Laurentin, architecte et de Marie Jactel. Son frère, l'abbé René Laurentin, est un prêtre et théologien de renom. Elle a confié les raisons pour lesquelles, dès l'âge de trois ans, elle ne veut plus porter le prénom Marie : « J'ai refusé ce nom qui contenait probablement pour moi une façon d'être, un lourd bagage chrétien, classique et bourgeois. J'ai voulu m'appeler Menie »,,.
Le 26 août 1943, Marie Laurentin épouse Roger Grégoire — alors professeur à Sciences Po puis conseiller d'État ayant terminé sa carrière comme président de section au Conseil d'État — avec lequel elle participe à Tournez manège ! en 1986. Ils ont trois filles : Ève, Isabelle et Nathalie ; Menie arrête ses études afin de s'occuper d'elles.
Par sa grand-mère paternelle, Juliette Furet, elle est la cousine de l'historien François Furet,. Elle est la grand-mère d'Adèle Bréau, auteure et journaliste.
Menie Gregoire, par son père, descend aussi d'une branche Talbot des Deux-Sèvres — largement impliquée dans les combats contre les républicains — dont Joseph Talbot époux de Jeanne Roy, qui est exécuté en 1794 à Chinon.

### Activité journalistique au service de la condition des femmes
Menie Grégoire reprend une activité professionnelle à la scolarisation de sa dernière fille. Elle fait des productions journalistiques sur des sujets d'art et de maisons avant d'intégrer la revue Esprit où elle participe aux premiers numéros dont les femmes sont le sujet avec un numéro spécial intitulé La femme au travail. Elle s'intéresse alors aux problématiques que rencontrent les femmes dans leur vie. Elle fait partie du comité directeur de la revue de 1960 à 1970.
En parallèle de l'activité de journaliste, Menie Grégoire fait partie du Comité de liaison des associations féminines, est nommée experte au Conseil national du travail féminin et donne des conférences notamment à travers l'Europe (Suède, Italie, Finlande, etc.) et jusqu’aux États-Unis. Son intérêt est particulièrement ciblé sur le travail et les femmes ainsi que sur la contraception. Son voyage en Suède lui fait découvrir le premier planning familial européen. Elle participe à faire découvrir en France la contraception américaine naissante : la pilule contraceptive.
Elle travaille également pour le magazine Elle où elle écrit des articles qui lui valent des centaines de lettres de lecteurs chaque semaine.
En 1964, son ouvrage Le métier de femme est un succès qui la fait découvrir à un plus large public. L'ouvrage, relatif aux réflexions sur le travail et les femmes, occupe une importante partie de son activité professionnelle avant son arrivée à RTL. Pour elle, le féminisme imprégné des idées de combat de Simone de Beauvoir est dépassé, les femmes dans leur réalité sont mères et aspirent à vivre sainement dans leur foyer quelle que soit leur situation sociale ou intellectuelle. Si son aînée a une vision théorique, Menie Grégoire se veut plus pragmatique, plus proche de la réalité sociale des femmes.
À partir de 1968, elle contribue à Marie Claire avec des sujets d’actualité autour du féminisme et notamment de la sexualité. En 1973, elle est entendue à l'Assemblée nationale dans le cadre des travaux d'Henry Berger et de la commission des Affaires culturelles, familiales et sociales ; elle y fait part des messages reçus de la part de son audience (par courrier ou appel téléphonique).

### Carrière à la radio et à la télévision
Ses émissions Allô, Menie et Responsabilité sexuelle sur RTL ont contribué à vulgariser la psychanalyse et à démythifier la sexualité ; elles ont battu des records de longévité : plus de quatorze ans, de 1967 à 1981.
L'émission Allô, Menie (30 min à 1 h selon les périodes) avait lieu chaque jour en direct, en début d'après-midi. Après lecture et commentaire d'une lettre, Menie Grégoire répondait en direct à des appels d'auditeurs durant 6 à 9 min. Une seconde émission d'une demi-heure fut ajoutée en octobre 1973 intitulée Responsabilité sexuelle, considérée comme la première émission sexuelle radiophonique, à vocation principalement d'éducation sexuelle.
En 1967, Radio Luxembourg fait peau neuve. La station est renommée RTL par le nouveau président-directeur général Jean Prouvost et Jean Farran intègre la tête de la station. Homme de télévision, il souhaite créer de l'interactivité avec les auditeurs et rajeunir le public visé. Il s'adresse à Menie Grégoire pour cibler le public féminin, pour faire parler les femmes. Menie Grégoire accepte et lit une lettre d'une lectrice du magazine Elle sur un problème féminin alors indicible : un sujet de sexualité. Les jours suivants les lettres affluent de manière croissante. L'équipe finit par dédier un standard pour créer un dialogue plus vivant et toujours plus interactif avec les auditeurs. Les émissions se déroulent alors en deux séquences : la lecture d'une lettre et son commentaire ainsi qu'un appel et un dialogue avec Menie Grégoire. Les auditeurs sont entre 80 et 90% des femmes. L'émission est d'ailleurs conçue comme étant un espace féminin d'écoute, de conseil et d'échange. L'émission est diffusée dans un créneau horaire approprié, en début d'après-midi, quand les hommes sont au travail et les enfants à l'école.
Durant les émissions qu'elle anime, des auditeurs, de façon anonyme, lui téléphonent pour avoir des réponses à leurs interrogations sur les questions de société. On recense trois thématiques prédominantes au cours des 14 années de diffusion. Tout d'abord les questions du couple, du foyer, de la famille et du rôle de chacun au sein de la famille. Ensuite les questions relatives à la sexualité et à la santé sexuelle émergent jusqu'à devenir prépondérantes, aboutissant à la création d'une seconde émission en 1974, intitulée Responsabilité sexuelle, en parallèle de la décision de création d'une éducation sexuelle à l'école. Cette dernière est toujours animée par Menie et un homme (homme d'église, médecin, sexologue). L'intervenant le plus régulier est le Dr Michel Meignant, un médecin sexologue et psychothérapeute ayant dirigé les premières traductions françaises des œuvres de Masters et Johnson. Enfin, les dernières années voient augmenter le nombre de sujets portant sur les difficultés économiques et le monde du travail.
Menie Grégoire présente également une émission autour des psychodrames, qui sont des thérapies de groupe où les sujets improvisent à partir d'un rôle donné. Cette nouvelle forme d'émission montre sous un autre aspect l'importance que Menie Grégoire donne à la psychanalyse, elle qui a, comme son amie Françoise Dolto, suivi une thérapie auprès de René Laforgue. « À l'époque où je faisais mon émission, l'homme était souvent un peu une brute et la femme, pas du tout informée ». Elle est ainsi souvent considérée comme la première psychologue radiophonique.
L'émission du 10 mars 1971, consacrée à « l'homosexualité, ce douloureux problème », est restée célèbre, pour avoir été interrompue par des militants du Front homosexuel d'action révolutionnaire (FHAR) présents à la salle Pleyel d'où était diffusée l'émission en direct. RTL a dû reprendre l'antenne à la suite du désordre provoqué, les manifestants ayant jugé homophobe le ton de l'émission où intervenaient des « autorités morales », comme un prêtre et un psychanalyste,.
En 1976, elle participe à plusieurs plateaux de l'émission présentée par Paul Giannoli sur France 3 (FR3), L'homme en question.
Pendant l'hiver 1984, son émission radiophonique est adaptée pour la télévision. Avec le temps est diffusée sur FR3.

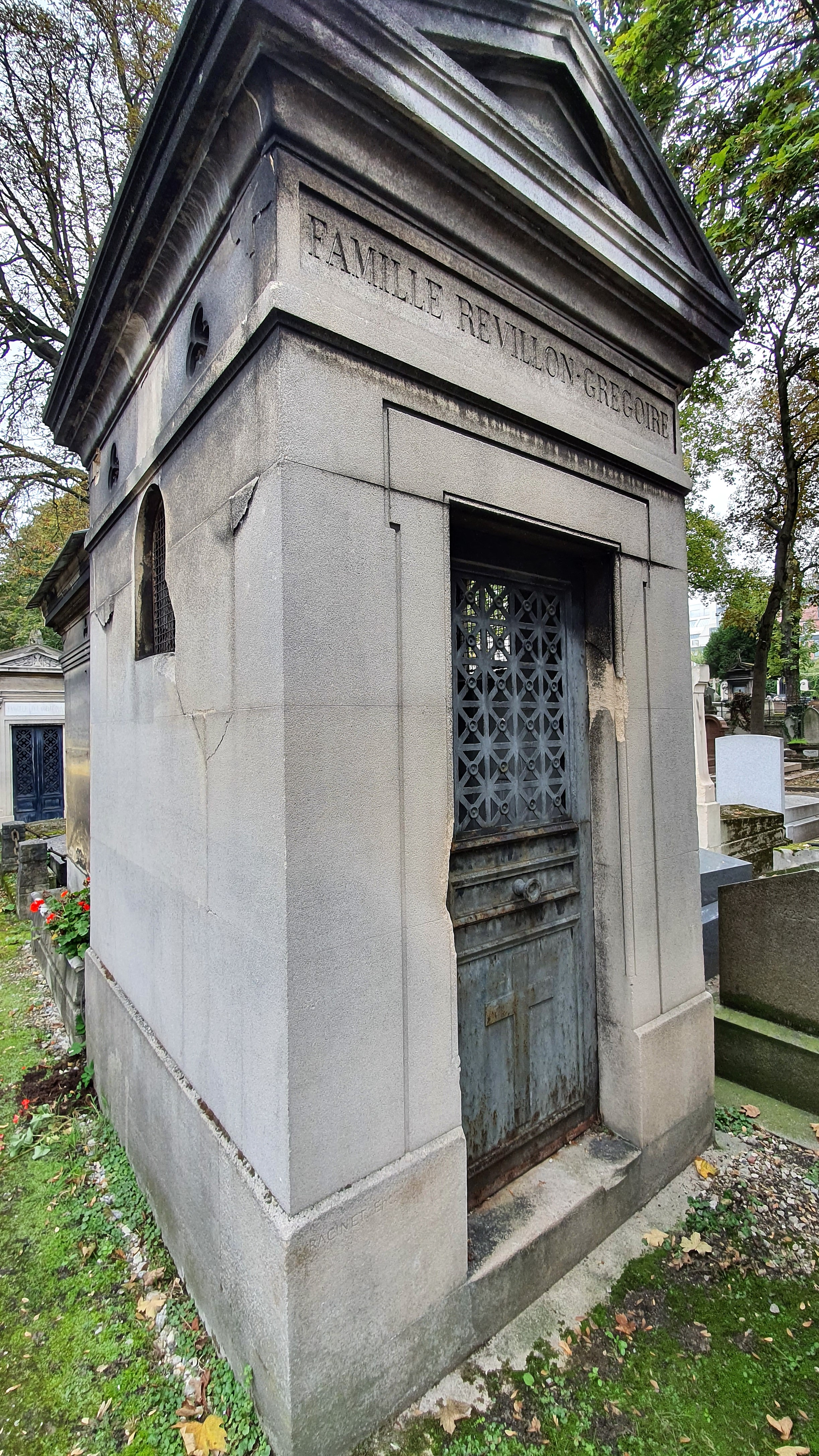
Tombe de Menie Grégoire au cimetière de Montmartre (division 32).

Surnommée la Dame de cœur, elle a été éditorialiste du mensuel Marie Claire, à RTL de 1980 à 1986 et France-Soir de 1986 à 1999, animatrice sur FR3 en 1984 et collaboratrice à France Bleu.

### Mort
Elle meurt le 16 août 2014 à Tours,. Elle est inhumée dans la chapelle familiale de son époux au cimetière de Montmartre (32e division).

## Bilans artistique et médiatique

### Publications
Femme de lettres, elle participe en 1976 à une émission d'Apostrophes consacrée à l'émancipation des femmes et a publié de nombreux ouvrages :
- Le métier de femme, Plon, 1965.
- La belle Arsène (roman), Plon, 1966.
- Menie Grégoire. Passeport de couple, Club français des bibliophiles, 1968.
- Les Cris de la vie, Tchou, 1971.
- Menie Grégoire raconte, illustrations de Paul Durand, Hachette, 1972 :
  - Persillon Persillette 
  - Les Quatre Rois
  - Le Petit Chaudronnier
  - Compère le Jo.
- Telle que je suis (autobiographie), Laffont, 1976[19].
- Les Contes de Menie Grégoire, Nathan, 1978.
- Des Passions et des rêves, Laffont, 1981.
- Tournelune (roman), Flammarion, 1983.
- Sagesse et folies des Français, Lattès, 1985.
- Nous aurons le temps de vivre, Plon, 1987.
- La France et ses immigrés, Carrère, 1988.
- La Dame du Puy du Fou (roman), éditions de Fallois, 1990[Note 2].
- Le Petit Roi du Poitou (roman), 1991.
- La Magicienne (roman), 1993.
- Le Bien-Aimé, 1996.
- François Furet, 1998.
- Les Dames de la Loire, Plon, 1999.
- La Fortune de Marie, Plon, 2002.
- Une affaire de famille, Plon, 2003.
- Comme une lame de fond : cent mille lettres[Note 3] qui disent le mal-être des corps et des cœurs, 1967-1981, Calmann-Lévy, 2007.
- La marquise aux pieds nus, éditions de Fallois, 2010.
- Madame Roland, éditions de Fallois, 2014.

### Discographie
- Allo, Ménie Grégoire ! Les jeunes et l’amour, Philips, 1969.
- Maman biquette, Unidisc (2), 1972.
- La cocotte blanche, Unidisc (2), 1972.
- David et le petit chameau, Unidisc (2), 1972.
- L’âne à plumes et La bête à 7 têtes, Le Petit Ménestrel, 1972.
- Les enfants perdus et La chèvre bure, Le Petit Ménestrel, 1972.
- Le chien Dagobert, Le Petit Ménestrel, 1972.

### Entretiens
- Jean-Baptiste Bergès, Menie Grégoire : ses derniers souvenirs, Paris, éditions du Panthéon, coll. « Mémoires, témoignages », 2015, 106 p. (ISBN 978-2-7547-2745-7, BNF 44344739)

### Participations
- Menie Grégoire, entourée de vingt-sept autres personnalités[Note 4], exprime ses impressions sur le temps qui passe dans le livre de Catherine Cuzin Aventuriers du temps. Avancer en âge, publié en 2012[31].
- Brigitte Lucas (dir.), Sacrées grands-mères ! : Menie Grégoire, Dominique et les autres nous parlent de vous, Tours, Éditions Sutton, coll. « Témoignages et récits », 2006, 125 p. (ISBN 978-2-84910-400-2, BNF 40152220)

## Archives professionnelles

### Présentation
Les archives professionnelles de Menie Grégoire sont déposées aux archives départementales d'Indre-et-Loire sous la cote 66 J. Le fonds mesure 113 mètres linéaires comprenant 2 000 bandes magnétiques.

### Des sources rares
Les études d'histoire de Menie Grégoire lui ont permis d'être sensible à la notion d'archives et lui ont permis de comprendre que tous les témoignages des personnes qu'elle a conservés représentent une ressource rare pour travailler sur l'histoire sociale et la sociologie. Elle décide donc de faire don de ses archives aux archives départementales d'Indre-et-Loire avec la volonté d'encourager la recherche, sous réserve de respecter l'anonymat de ces personnes qui lui ont fait confiance en lui écrivant. La journaliste et animatrice dit elle-même en 1971 qu'il s'agit « d'un trésor sociologique : l'apport le plus secret et le plus spontané d'une certaine catégorie de gens qu'il faut étudier parce qu'ils témoignent de notre époque ».
En guise d'aperçu de la variété des sujets, voici une liste non exhaustive des sujets particulièrement abordés dans les lettres conservées aux archives départementales d'Indre-et-Loire : abandon, accouchement, addiction, adoption, adultère, aides financières, alcoolisme, amour, argent, avortement, bonheur, célibat, chômage, complexes, contraceptions, corps, couple, délinquance, dépression, divorce, drogue, école, écologie, éducation, enfant, esthétique, euthanasie, excision, faits divers, famille, fantasme, femme (féminisme, foyer, condition féminine, travail, femme battue, etc.), fidélité, fugue, guerre, gynécologie, grossesse, handicap, hérédité, homme, hôpital, idole, ignorance, jalousie, jeune, justice, langage, liberté, logement, majorité, maladie, médias, médecine, milieu rural, mode, morale, mort, nourrice, peur, politique, prison, progrès, prostitution, psychologie, racisme, relation humaine, religion, remords, responsabilité, rêve, rupture, santé, service militaire, sexualité, solidarité, souvenir, sport, suicide, tabac, tatouage, tradition, travail, troisième âge, veuf, viol, violence.

### Nature des documents du fonds
Le fonds comporte des documents de natures variées.

## Mémoire et valorisation contemporaine
Menie Grégoire fait partie des femmes mises en lumière par le projet Les illustres inconnues de Touraine contribuant à améliorer la visibilité dans Wikipédia, des femmes tourangelles ayant marqué l'histoire locale ou nationale. Ce projet initié en 2020 par « Osez le féminisme 37 » et porté par les archives départementales d'Indre-et-Loire a obtenu le soutien de la Ville de Tours et de l'université de Tours ; il réunit différents acteurs (HF Centre Val de Loire, bibliothèque municipale de Tours, la Fabrique d'usages numériques de Tours). Il a donné lieu à une série d'actions :
- des editathons (ateliers d’édition collective) avec la création de notices biographiques sur Wikipédia ;
- une exposition grâce aux illustrations réalisées par Audrey Silva et au travail biographique collectif  ;
- la création d'un jeu de plateau pédagogique : Qui sont-elles ? Les illustres inconnues de Touraine, illustré et fabriqué par Mary Christides.

## Hommages
Le 12 février 2024, le conseil municipal de Cholet donne son nom à une rue de la ville.